# First Prize for the Cello
First Prize for the Cello er en fransk stumfilm fra 1907.